# Bizantologija
Bizantologija ili bizantinistika je disciplina koja proučava povijest i kulturu Bizanta.

## Povijest
Početci bizantologije javljaju se u talijanskom humanizmu. Do jakog razvoja dolazi u Francuskoj tijekom 18. stoljeća. Potkraj idućeg stoljeća bizantologija se konstituirala kao suvremena povijesna te filološka disciplina u svim značajnim državama Europe (Engleska, Francuska, Njemačka i Rusija). Također se javljaju stručni časopisi.
Njemački humanist Hieronymus Wolf prvi je počeo izdavati bizantske povijesne spise te ih prevoditi na latinski. U 16. i 17. stoljeću isto čine drugi humanisti u Francuskoj, Italiji, Nizozemskoj i Njemačkoj. Prvi značajni bizantološki rad je Pariški korpus (latinski: Corpus Byzantinae historiae, od 1645.). Taj je rad pregled svih tada poznatih povjesničara te kroničara, s prijevodima njihovih djela na latinski i komentarima. Bizantologiju je kao posebnu znanstvenu disciplinu utemeljio Francuz Charles du Fresne Du Cange. Diplomatiku je osnovao Jean Mabillon, dok je Bernard de Montfaucon osnovao grčku paleografije. Dubrovčanin Anselm Bandur bio je njihov učenik.
Grčki rat za nezavisnost doprinio je oživljavanju interesa za bizantologiju. Godine 1828. u Bonnu je počela izlaziti nova zbirka bizantskih povjesničara i kroničara na latinskom zvana Corpus scriptorum historiae Byzantinae, a bizantsku povijest proučavali su Škot George Finlay, Grk Konstantin Paparigopulos, Nijemac Karl Hopf itd.
Sistematsko proučavanje bizantoloških problema počelo je u zadnjim desetljeća 19. stoljeća u Rusiji te u zemljama Zapadne Europe. Utemeljitelji moderne bizantologiju na području povijesti u Rusiji su Vasilij Grigorjevič Vasiljevski i Fjodor Ivanovič Uspenski, dok je Nikodim Pavlovič Kondakov osnivač na polju arheologije i povijesti umjetnosti.
Od poznatih bizantologa francuski su Alfred Rambaud, Gustave Schlumberger i Charles Diehl, njemački Karl Krumbacher i Johann Heinrich Gelzer, a engleski John Bagnell Bury. U Sjedinjenim Američkim Državama od 1941. godine djeluje bizantološki institut Dumbarton Oaks koji se nalazi u Washingtonu D.C.
U nekim zemlajam jugoistoka Europe razvoj bizantologije bio je povezan s razvojem nacionalne povijesti. U Grčkoj je tako djelovao Spiridon Lambros, u Bugarskoj Vasil Zlatarski i Petăr Mutafčiev, u Rumunjskoj Nicolae Iorga, Nicolae Bănescu i Gheorghe Brătianu, a u Mađarskoj Gyula Moravcsik.
Važna su kritička izdanja tekstova u nizu Bibliotheca Teubneriana u Leipzigu i Collection byzantine de l’Association Guillaume Budé u Parizu, nove zbirke bizantskih povelja (Paul Lemerle, Pariz, i Franz Dölger, München) te časopisi Byzantinische Zeitschrift (München), Byzantion (Bruxelles), Byzantinoslavica (Prag), Revue des études byzantines (Pariz), Dumbarton Oaks Papers' itd. Godine 1948. u Beogradu je osnovan Vizantološki institut pri SANU. Institut je građu objavljivao u seriji Vizantijski izvori za istoriju naroda Jugoslavije, dok je historiografske radove objavljivao u časopisu Zbornik radova Vizantološkog instituta. Važniji predstavnici srpske bizantologije su Georgij Ostrogorski, Božidar Ferjančić, Ljubomir Maksimović i Ivan Đurić.

## Bizantologija u Hrvatskoj
Zbog važnosti podataka iz djela bizantskih povjesničara za povijest Hrvata, posebice O upravljanju carstvom Konstantina VII. Porfirogeneta, i zbog šestostoljetne prisutnosti bizantske vlasti na istočnoj obali Jadranskog mora te njegovog zaleđa, interes za povijest i historiografiju Bizanta praktički je stalan od početka hrvatske znanstvene historiografije u 18. stoljeću. Ivan Lučić potanko je komentirao podatke iz djela bizantskih autora. Franjo Rački i Ferdo Šišić izdavali su i dijelove tekstova pojedinih bizantskih autora, a Nikola Tomašić preveo je O upravljanju carstvom 1918. godine, no njegov je nedovršen prijevod s kasnijim prijevodima drugih autora objavljen tek 1994. godine.

## Vanjske poveznice
- Bizantologija Hrvatska enciklopedija